# エレクトラ (キャラクター)
エレクトラ・ナチオス（Elektra Natchios）は、マーベル・コミック発行のアメリカン・コミックスに登場する架空のキャラクター。フランク・ミラーによって創造され、1981年1月に『デアデビル』第168号でデビューした。
当初はスーパーヒーローのマット・マードック/デアデビルの脇役として登場し、エレクトラはスーパーヴィラン、ロマンスの相手、後にヒーローの味方として活躍した。彼女の暴力的な性格と傭兵的な生き方は、マードック/デアデビルとの対立のきっかけとなり、2020年にはデアデビル（2代目）となった。
このキャラクターは高度な訓練を受けたギリシア系の暗殺者で、トレードマークの武器として一対の釵を振り回す。

## 発行履歴

### 創作
エレクトラはフランク・ミラーによって創作され、その外見は女性ボディビルダーのリサ・リオンや女優のボー・デレクをモデルにしたほか、ギリシャ悲劇の登場人物であるエレクトラと、カール・ユングが理論化したエレクトラコンプレックスを元にキャラクターをデザインしたと語っている。コミック研究者のポール・ヤングは、このキャラクターの初登場がウィル・アイズナーのシリーズ『The Spirit』に登場する魔性の女キャラクターであるサンド・セレフへのオマージュであると指摘した。ミラーはしばしばアイズナーをインスピレーションの元として挙げている。また、バットマンと似たようなアンビバレントな関係を持つキャットウーマンと比較する批評家もいるが、エレクトラの方がはるかに危険で暴力的なキャラクターとして描かれている。

### フランク・ミラー時代（1980年代 - 1990年代前半）
エレクトラの初登場は1981年1月の『デアデビル』第168号である。ミラーは基本的にエレクトラをこの号のみの登場とするつもりであったが、彼女は『デアデビル』に頻繁に登場するヴィランとなり、1982年4月の第181号でブルズアイによって殺害された。彼女はその直後に復活したが、その物語にはデアデビルが2度と彼女に遭遇してはならないという注釈が含まれていた。
ミラーはビル・シエンキェヴィッチと共同でシュールで風刺的なミニシリーズ『Elektra: Assassin』を1986年から1987年まで連載したが、メインストリームの関係性は不明である。この企画を立ち上げた編集者のジョー・ダフィーはシエンキエヴィッチが選ばれた理由を「彼の繊細な下書き、おかしな風刺画、そしてセックスとドラッグとロックンロールのハイセンスな融合というスキルのためだった」と述べた。物語の中でエレクトラは、アメリカ大統領の候補者が核戦争を起こそうとしていることを知り、彼に対抗するために“S.H.I.E.L.D.”のエージェントやサイボーグ、モンスターと対立する。シリーズは候補者の当選で幕を閉じるが、彼の心は動機が曖昧な別の人物に取って代わられた。『Daredevil Fall from Grace』のストーリーラインは、『Elektra: Assassin』の出来事の幻覚的な改変であり、物語の主人公であるS.H.I.E.L.D.のサイボーグのジョン・ギャレットの妄想であることを立証している。
1990年、エレクトラはミラーの別の作品である『Elektra Lives Again』に登場し、アイズナー賞の最優秀グラフィック・アルバム賞を受賞した。
1993年、ミラーは『Daredevil: The Man Without Fear』でエレクトラを再登場させた。マット・マードックがデアデビルになる前の過去が舞台で、マードックとエレクトラの関係が詳しく描かれた。

### 1990年代
10年以上レギュラー出演していなかったエレクトラだったが、『デアデビル』第324-327号（1994年1月-4月）で再登場した。『デアデビル』の脚本家D.G.チチェスターは、このキャラクターの復帰について編集者のラルフ・マッキオと何度か話し合ったと回想している。
私たちは（エレクトラを復活させるという）アイデアを何度も何気なく口にしたが、ギミックとしてはやりたくなかった。まれに彼女を使う正当なアングルがあると思ったとき、ラルフはそのアイデアに冷静だった。しかし、『Fall From Grace』に向けて準備を進めていたとき、ラルフが突然、「エレクトラを復活させたらどうだ？」と言い出した。それが私の頭の中にあったストーリーのすべての未解決のピースをつなぎ合わせるミッシング・ピースとなり、すべてをうまく結びつける結び目となった。私の中では、タイトルが指すのは常に「彼女」だった
しかしこれにはミラーが憤慨し、マーベルは以前、このキャラクターをいかなる出版物にも使用しないと約束していたと主張した。
エレクトラはラリー・ハマが執筆した『ウルヴァリン』第100号から第106号で脇役として登場し、本作では、エレクトラがスティックによって再教育・更生され、道徳的に善良になったことを立証したと同時に異常なほど冷酷なままである。だがこれは彼女が初めてヒーロー的な役割を担うものであり、このストーリーのスピンオフとして、1996年に彼女は第19号まで続いた継続的なシリーズに主演した。当初はハマがピーター・ミリガンと共に執筆し、マイク・デオダートがイラストを担当した。このシリーズでは、エレクトラが“ハンド”の敵対者である“チェイスト”によって復活させられたという設定になっている。このシリーズは、時にはロマンス・コミックのパロディを含む、ずっと軽いトーンで描かれていると共に、エレクトラはずっと高潔であり「彼女はかつて野性的な目をした暗殺者だった......もちろん、今はまったく別人だ」と作中で言及された。しかし、彼女は以前のような無差別暴力的な傾向が再発しやすいことに悩んでもいた。エレクトラはこのシリーズでマードック/デアデビルとの関係を一時的に再開するが、彼にその時の主なガールフレンドであるカレン・ペイジと二股をかけられた。

### 2000年代
エレクトラは2001年から2003年にかけて22号分続いたセルフタイトルのシリーズに登場した。当初はブライアン・マイケル・ベンディスが執筆していたが、（第6号以降は）主にグレッグ・ルッカが執筆した。このシリーズではミリガンが執筆した前シリーズの出来事は当てはまらず、エレクトラは以前の道徳的に曖昧で苦悩に満ちたキャラクターに戻った。2002年、ルッカはウルヴァリンと共にこのキャラクターをフィーチャーした小説『Elektra and Wolverine: The Redeemer』を執筆しており、これは散文的な物語であるが、天野喜孝による大規模なイラストが含まれている。この物語がマーベルのメインストリームの正史とどのような関係にあるのかは不明であり、これまでに面識がないようである登場キャラクターたちへのアプローチに関するインタビューで、ルッカはエレクトラの魅力が彼女のミステリアスで謎めいた性質に結びついているとコメントし、この理由から彼女は書くのも共感するのも非常に難しいと述べている。彼はそれを説得力のある感情剥離と表現し、ウルヴァリンの態度がより温厚であるのと対照的であると見ている。
2004年2月の『アルティメット・スパイダーマン』の第51号から、ベンディスが再解釈した『アルティメット・マーベル』のタイムラインのスパイダーマンで、エレクトラの別バージョンが繰り返し敵役として登場する。同年10月、この別バージョンのエレクトラはマイク・キャリーとサルバドール・ラロカによって書かれ、デアデビルを脇役とする5号のミニシリーズでフィーチャーされた。
2004年、エレクトラはミラーによる『ウルヴァリン』のストーリー『Enemy of the State』に主役として登場する。このストーリーで彼女は、ウルヴァリンがハンドと戦うのを助けるためにS.H.I.E.L.D.と協力する。その過程で、エレクトラはハンドによって再び洗脳されたように見えたが、これは彼女の策略であることが明らかになった。しかし、欺瞞を維持するため、彼女は冷酷にも多くのS.H.I.E.L.D.捜査官を殺害する。
マーベルのメインストリームにおいてエレクトラは、ベンディスが執筆しアレックス・マレーヴがイラストを担当した2005年11月から2006年3月の『デアデビル』vol. 2第77〜81号でマードックに再び遭遇する。このストーリーでは、彼女はキングピンの公表と彼の秘密の正体についてマードックに警告するために到着した。
2007年、同じくベンディスが執筆した『シークレット・インベージョン』で、エレクトラは拉致され、“スクラル”と入れ替わってしまう。しかしこのスクラルは殺され、エレクトラ本人が地球に帰還した。2009年、ゼブ・ウェルズによるミニシリーズ『Dark Reign: Elektra』でスクラルに誘拐されたエレクトラ本人が再登場した。

### 2010年代
2010年にアンディ・ディグルが執筆した『シャドウランド』シリーズでは、エレクトラはデアデビルと戦った。
2013年、ウェルズは『ダークレイン』の続編である『Savage Wolverine』でエレクトラは再びウルヴァリンと手を組み、今度はウィルソン・フィスク/キングピンと戦うことになった。
エレクトラは2014年から2015年にかけて、ヘイデン・ブラックマンが脚本を担当した3作目の継続シリーズでフィーチャーされた。1980年代のシエンキェヴィッチによるキャラクター描写を彷彿とさせる、よりシュールでサイケデリックなエレクトラが描かれ、主なアーティストであるマイク・デル・ムンドは、自身のアプローチは『Elektra: Assassin』へのオマージュであると断言し、コミック評論家のレア・バーンスタインは、『エレクトラ』シリーズの最高傑作と絶賛した。ブラックマンは、このキャラクターを書くのは難しいと断言する。なぜなら、彼が言うところの「デアデビルの死んだガールフレンド」という汚名を避けるのは難しい。それにもかかわらず、彼はこの物語とキャラクターを完成させた時、「最も誇りに思っている 」と結論づけている。
エレクトラはチャールズ・ソウルが執筆した2016年4月からの『デアデビル』シリーズに再登場する。このストーリーで彼女は、娘がいると錯覚している。
2019年、エレクトラはウルヴァリン、フランク・キャッスル/パニッシャー、ヴェノム、ジェリコ・ドラム/ブラザー・ブードゥー、コナン・ザ・バーバリアンとともに“サベッジ・アヴェンジャーズ”の一員として登場した。
エレクトラは2019年7月、チップ・ズダルスキーによる『デアデビル』（2019版）第10号から始まる長いストーリー・アークで再びマードック/デアデビルと遭遇する。デアデビルの秘密のアイデンティティを維持するために呪文を唱えた結果、エレクトラはマードックとデアデビルの記憶を分離し、2人を別々の男として考えている。

### 2020年代
エレクトラは引き続きズダルスキー執筆の『デアデビル』に登場する。デアデビルが投獄されている間、エレクトラはヘルズ・キッチンで罪のない人々を守るために献身していることをデアデビルに印象づける必要があると決意する。そのために彼女は自身のコスチュームを改造して新しいデアデビルとなった。その後、彼女はオリジナルのデアデビルと手を組み、2022年2月、ズダルスキーの『デアデビル』シリーズが完結する第36号までチームとして共闘する。2022年3月には、エレクトラがズダルスキーの3号ミニシリーズ『Daredevil: Woman without Fear』の主人公として登場し、クレイヴン・ザ・ハンターと戦う。エレクトラは2022年5月に完結したミニシリーズ『Devil's Reign』でデアデビルと共演し、その後、2023年4月に完結したズダルスキーの新シリーズ『デアデビル』では再び主人公を務めた。
更に2021年、メインストリームの連続性からは大きく外れ、ソウル、ピーター・デヴィッド、アン・ノセンティ、ピーチ・モモコ、ケヴィン・イーストマンなど毎号異なる作家を起用し、ホラー・コミックのジャンルを扱う新しいミニシリーズ『Elektra: Black, White and Blood』にもエレクトラは登場した。

## 性格と特徴
エレクトラは異常に冷酷なアンチヒーローであり、ファム・ファタールである。学者のポール・ヤングは彼女の初期の特徴として、簡潔な話し方、「アスレチックでエロティックな肉体」、ファーザー・コンプレックス、致命的な武器と戦闘力などを挙げている。彼は、もう一人の批評家ラリー・ロッドマンが彼女を「精神病」。「水着モデル」に例えたとも紹介している。またヤングは、エレクトラがフィルム・ノワールのファム・ファタールとカンフー映画を融合されており、特に1993年のミニシリーズ『Man without Fear』においてはハイパーセクシュアルと関連付けられていると指摘した。
彼女は敵対する人物を殺すことに躊躇を見せず、物語によっては罪のない人々さえも殺している。しかし、マット・マードックや、後に彼女が尊敬する他の人々には強い愛情を抱いているため道徳的に葛藤することが多く、自分の力を善のために使おうとする。ミラーは、エレクトラの暴力的な性格は父親を失ったトラウマに由来し、ユングのエレクトラ・コンプレックスを説明するためのキャラクターだと述べ、 「彼女は若い女性で、性的関心の中心が父親にあり、それを別の男性に移そうとした矢先に父親が殺された。この最初の怒りがハンドとキングピンによって堕落したと主張し、エレクトラは本質的に善人ではなく、むしろ “弱い一面を持つ悪役の一人”である」と見解を示した。1996年にミリガンが執筆したシリーズで復活を遂げた彼女は、より従来型のヒーロー気質になった。しかし、その後の物語では、彼女のモラルは揺れ動き続けている。

## キャラクター経歴

### 家族と生い立ち
エレクトラはギリシャのエーゲ海近くの島で、ヒューゴ・コスタス・ナチオスとクリスティーナ・ナチオスの間に生まれ、オレステスを兄に持った。
彼女の母については、2つの矛盾した記述がある。1995年3〜6月の『Elektra: Root of Evil』第1〜4号では、クリスティーナはオレステスが雇った刺客に殺されているが、同年の『エレクトラ』第18号では、ギリシャ内戦の最中に反乱軍に殺された。どちらも死ぬ直前にエレクトラを早産している。
エレクトラが誘拐犯に襲われた9歳の頃、マーシャル・アーティストとして成長していた兄に救われると、彼の提言を受けた父からの進言で、ヒューゴが雇った先生から護身術を学び、12歳で空手の黒帯となる。
だが1986年8月の『Elektra: Assassin』第1号では、大人になったエレクトラは5歳の頃に父親にレイプされたという曖昧な記憶を持っており、長年のカウンセリングと投薬の結果これは虚偽記憶症候群であると確信したが、疑念は残った。エレクトラはヒューゴと仲良く育ったが、暗いビジョンや出所のわからない声に悩まされ、時折自傷行為でそれらに反応することもあったため、父親によって心理療法に通わせられた。しかしこれでエレクトラが実際に安定したのか、それとも単に安定したように見えたのかは不明である。

### 成人後の活動
やがてギリシャ大使となったヒューゴとアメリカ合衆国に移住した19歳のエレクトラはコロンビア大学に通い始め、そこでエレクトラは同級生のマット・マードックと交際を始める。だが1年後、エレクトラは父親と共にテロリストに誘拐され、マードック/デアデビルによる救出作戦が行われたものの失敗し、ヒューゴを銃殺されたエレクトラは信念と希望を失った。彼女は大学を中退し、中国に戻って“チェイスト”の一員であるスティックから武術を学ぶが、最終的に彼女は“ハンド”に加入して訓練を受け、後に彼らからも離脱しフリーランスの暗殺者となった。デアデビルと再会したエレクトラは、犯罪者のアラリッチ・ウォーレンキストを殺すという任務でデアデビルを倒した。後にエリック・スローターに殺されそうになった際にはデアデビルに助けられ、彼の正体を明かされた。2人はハンドと戦うために協力したが、対立することもあった。
エレクトラはその後、デアデビルやメルヴィン・ポッター/グラディエーターと共にハンドと戦い、その後キリギとも戦った。
やがてエレクトラは、ニューヨーク随一の犯罪王であるフィスク/キングピンに雇われた暗殺者の長になり、ベン・ユーリックへのテロを止めようとしたデアデビルを殺そうとした。そしてフィスクから、マードックの親友であるフォギー・ネルソンの殺害を命じられると、恋人を悲しませたくないため拒否した。
エレクトラは、ブルズアイとどちらがキングピンの刺客になるかを巡って繰り広げた激しい戦いで、相手に取り上げられた自身の釵で刺されて致命傷を負った。エレクトラは何とかデアデビルの家まで這い上がり、彼の腕の中で息を引き取った、その後エレクトラの遺体は、ストーンの協力を得てザ・ハンドを退けたデアデビルの試みで魂を浄化されたが、ストーンと同様に姿を消した。
その後、エレクトラはストーンによって復活し、“チェイスト・マウンテン”に居住していることが判明した。エレクトラが復活したとき、デアデビルが行った儀式の結果として、彼女の魂の邪悪な側面が物理的に彼女から分裂し、スナケルートによって自分の身体に入れられたことが明らかになった。彼女の闇の半分は自らをエリニスと呼んだ。エリニスはスナケルートのために“アバウト・フェイス・ウイルス”を手に入れ、身体とエレクトラの魂の結合を恒久的なものにすることを命じられたが、デアデビルとストーンも加えたスナケルートとのウイルスを巡る過酷な戦いでエリニスは殺され、エレクトラの魂はダークサイドに戻った。
しばらくしてエレクトラは、肉体的にも精神的にも獣の姿に退行したローガン/ウルヴァリンを助けるために赴き、彼が再び人間として思考し発声できるまでの再訓練を助け、ローガンを連れて先祖代々の故郷を訪れるなど、“X-マン”が正常に戻るまでの時間を過ごした。
エレクトラはスナケルートに対抗するため、“リュウ”と呼ばれる傭兵団を結成した。しかし、彼女はリーダーとしては不十分であることが判明し、リュウ全員が殺された。エレクトラは最終的に、スナケルートの破壊と最後の魂の保護を一人で成し遂げた。
その後、エレクトラは武道家のキング・ラウとボクサーのマッキンリー・スチュワートに道場を開く手伝いを依頼。
イラクの指導者サダム・アベド・ダッサムを暗殺した説明責任を回避したいニック・フューリーと、ダッサムと手を組んでいた“ヒドラ”の双方からスカウトを受けていたエレクトラは、前者に雇われた後、ヒドラが仕向けた原田剣一郎/シルバー・サムライを殺したが、ダッサムがかつて所持していた“スコーピオ・キー”を手に入れると、彼女はそのような強力な武器を託すことはできないと考え、フューリーに渡すことを拒否した。その代わり、彼女は父親を殺した警官にキーを渡し、彼はエレクトラに借りがあり、彼女を失望させないと述べた。

### 『Wolverine: Enemy of the State』
“S.H.I.E.L.D.”の一員として働いていたエレクトラは、ヒドラとハンドが手を組んでローガンも含むさまざまなヒーローを殺害して彼らの殺人マシーンとして復活させると、フューリーから対処のための任務の指揮官として雇われ、20万ドル以上の報酬を支払われた。彼女はローガンが他人を殺すのを止めると同時に、彼を元に戻そうと努めたがハンドとの戦いの最中に殺され、ハンドの戦士として復活。最終的にリーダーとなると、ジャン・ポール・ボゥビェ/ノーススターやハンドによって殺され復活した超人たちと共に、エレクトラはフューリーを攻撃し、彼に重傷を負わせ、S.H.I.E.L.D.のヘリキャリアを破壊した。
やがてローガンが正気を取り戻すと、彼に応戦したエレクトラは、ハンドから与えられた新しい能力を使ってローガンと精神的に会話した。彼女は、ハンドに殺されたのは、すべて当初からハンドとヒドラを同時に倒す計画のうちで、殺された後に復活させて組織に潜入し、洗脳された戦士として成功したと思わせたと説明した。エレクトラたちは多くのニンジャを撃退し、勝利を収めた。しかし、シシド・トミ/ゴーゴンの攻撃を受け、メンタルブロックを解除されたエレクトラはフューリーを殺すためにS.H.I.E.L.D.に赴いて、兵士に攻撃を命じた末にゴーゴンのパワーで倒れたが、ローガンがゴーゴンを倒したことで難を逃れた。
ヘリキャリアの破壊後、エレクトラは“スクラル”に拉致され、偽者と入れ替えられた。

### デアデビル&キングピン
エレクトラはマードックをトラブルから助ける義務を感じてフィスクの前に姿を現すが、フィスクに自由と引き換えに、マットがデアデビルであるという反論の余地のない証拠である“マードック文書”をFBIに提供されてしまう。
エレクトラは、ナターシャ・ロマノフ/ブラック・ウィドウ、マードック、そして新しいホワイト・タイガーと文書が保管されているビルの前で落ち合い、FBIが到着する前に文書を回収するつもりだったが、突然ブルズアイに襲われた。マードックと共闘したエレクトラは、長時間の血みどろの戦いの末、勝利したものの、マードックがポール・デニング/パラディンに撃たれて重傷を負い、彼の治療を巡ってハンドが処置すべきだと主張し、ナイト・ナースによる診察を勧めるロマノフと敵対してしまった。しかし、彼女たちが戦う間、ハンドがマードックを治療した。そんなナイトナースの診療所の外に集まって来た記者や警察とFBIを、ハンドと共に追い払ったエレクトラは、ルーク・ケイジと口論になり、マードックの頼みですぐにその場を立ち去った。

### スクラル
エレクトラはハンドの長として自警団のマヤ・ロペスを殺し、復活させ、戦力として監禁した。しかし“ニューアベンジャーズ”に救出されたロペスの反撃でエレクトラは刺し殺されてしまう。この一件によってこれまでのエレクトラが実は擬態したスクラルであることが明らかになり、エレクトラ本人は、スクラルの一人シリに取って代わられるために選ばれたことが判明した。エレクトラは日本に滞在中、複数のスクラルに狙われたが、彼女はシリを含むスクラルのほとんどと戦って殺した。だがエレクトラは最終的に、彼女の身代わりとなったスーパー・スクラルの一人パゴンに、世界のスーパーヒーローを乗っ取ろうとするベランケの意図を明らかにされた代わりに不意打ちを食らい、手ひどく打ちのめされた。
エレクトラはスクラルの船の1隻で生きていることが明らかになり、ヒーローとスクラルとの最終決戦で解放された。

### 『ダーク・レイン』
“H.A.M.M.E.R.”本部に収容されたエレクトラは、スクラルによって実験と拷問の痕跡が残った唯一の捕虜であることから、自分が何度も負傷して弱っていることに気づき、彼女を殺す目的で侵入したパラディンと交戦。パラディンを圧倒して捕縛したエレクトラだったが、彼に独房の鍵を渡して脱出するよう強要した。その直前に、彼女は情報のためにパラディンを拷問した尋問官を殺害していた。そして数人のH.A.M.M.E.R.エージェントを倒した後、ようやく逃走に成功したエレクトラは、マードックのオフィスに辿り着き、彼が隠し持っていた救急用品を物色するが、ネルソンと対峙した後、負傷による大量出血で倒れてしまった。
ナイトナースの診療所のベッドで手錠をかけられた状態で目を覚ましたエレクトラは、ナイトナースと対話していたところ、殺し屋のニコの急襲を受けた。ニコを窓から投げ飛ばしたエレクトラは、ナイトナースに逃げるように伝えて武装し、ニコと別の殺し屋のカーマインに挑み、ニコを一蹴して自分が暗殺の標的にされた理由のヒントとなるいくつかの手がかりを得た。カーマインは、ノーマン・オズボーンが仕向けたブルズアイに殺害された。そのままエレクトラはブルズアイの出現に驚愕・躊躇しながらも立ち向かい、ニコも駆けつけて乱戦となった結果、エレクトラはブルズアイを突き刺して敗走させ、ニコは戦いに参入したH.A.M.M.E.R.のエージェントとローガンの追撃を受けて逃亡した。
ローガンからニコの逃亡先を明かされたエレクトラは問題に正面から向き合い、争いを平和的に終わらせようと考えると、ブラックホークの墜落現場に到着し、元S.H.I.E.L.D.のエージェント・ブラザーズが彼女の首に値段をつけた張本人であることを知った。ブラザーズから彼女がブラックホーク事件の際に何百人ものS.H.I.E.L.D.エージェントを殺した責任があると主張されると、それを否定するエレクトラは、事件の犯人はスクラルが擬態した偽者だと話し、現れたオズボーンからもその弁明に同調され、自身にかかったマインド・トリックを解くことに応じた末に、ニコとブラザーズを殺害した。

### コード・レッド
エレクトラはサディアス・ロス/レッド・ハルク、Xフォース、新たなヴィランであるベティ・ロス/レッド・シー・ハルク、そしてウェイド・ウィルソン/デッドプールやフランク・キャッスル/パニッシャーといった有名な傭兵たちと事件に巻き込まれた。

### サンダーボルツ
『マーベルNOW！』の一環として、エレクトラはロス率いる“サンダーボルツ”のメンバーとなった。

### エージェント・オブ・シールド
『Avengers: Standoff!』のストーリー中、エレクトラはS.H.I.E.L.D.が設立した“プレザント・ヒル”に原因不明の理由で収監されていた。この間彼女はアイスクリーム売りのヘンリー（アブソービング・マン）と恋仲であり、バロン・ヘルムート・ジモとフィクサーが収容者全員に猛威をふるい始めると、エレクトラも彼女はプレザント・ヒルの罪のない人々の命を傷つけるようアブソービング・マンを説得した。
『シビル・ウォーII』のストーリー中、エレクトラは墜落したブラックホークの乗客の死に対する良心の呵責から解放されるための目的でS.H.I.E.L.D.に加わると、フィル・コールソンの離脱に伴い、彼女は現場監督の地位に就いて活動した。

### デアデビルへの道
後にエレクトラはマードックを探し出し、ハンドを倒すために“ザ・フィスト”と呼ばれる組織を結成する手助けをする。自分が信頼に足ることを証明するため、彼女はデアデビルとなり、マードックが刑務所にいる間、ヘルズ・キッチンを守る。

## 能力・スキル
中国、シャム、日本の古武道を学んだことで武術と武器の知識を有するエレクトラは、忍術、合気道、空手を含む多くの武術の達人であり、得意とする釵や刀、短刀、三節棍、手裏剣の扱いにも長けている
オリンピック・レベルのアスリートでもあり、体操と水泳に強く、体力、速さ、敏捷性、反射神経、スタミナ、持久力、器用さ、協調性、バランス感覚に優れ、痛みや極度の暑さ寒さにも強い。また、物陰に隠れて移動することができ、昼間でも人目につかないほどのスピードで移動することができる。
また、他者を惑わせるさまざまな幻覚を見せる能力や、自分の意識を他人の意識に移して操るマインド・コントロール能力を持っている。
更にエレクトラはハンドとの訓練でテレパシー能力を習得し、貞操観念に似たレベルの精神修養を持つ者との意思疎通や、他者の心からの干渉の遮断、未来の出来事を予知して垣間見ることまでできる。

## その他のバージョン

### 『ホワット・イフ?』
フランク・ミラーが執筆した『What If Elektra Had Lived?』に登場。エレクトラはフランクリン・ネルソンの命を救ったことからフィスクに懸賞金をかけられ、何度かの暗殺未遂を経てマードックのブラウンストーンの家に逃げ込んだ。最終的にエレクトラは、マードックと共にニューヨークから脱出することを決意し、彼とビーチで静かな夕暮れを楽しむ姿を最後に目撃されている。

### 『ハウス・オブ・M』
『ハウス・オブ・M』におけるエレクトラはフィスクの配下の暗殺者の一人として登場し、後にルーク・ケイジのアベンジャーズを崩壊させるためにジョン・プラウドスター/サンダーバードに雇われる。

### 『マーベル・ゾンビーズ』
『マーベル・ゾンビーズシリーズ』における『アルティメット・ファンタスティック・フォー』のアーク『クロスオーバー』では、エレクトラはゾンビの大群の一人として登場し、フランク・キャッスルを襲って感染させた。

### 『ミュータントX』
『ミュータントX』においては、アレックス・サマーズ/ハヴォックとマデリーン・プライヤーの息子のスコッティ・サマーズの乳母兼ボディーガードのエレクトラ・スタヴロスとして登場。彼女はスコッティに寄り添い、母親であるゴブリン・クイーンや洗脳された同盟国による度重なる襲撃から彼を守った一方で、ゴブリン・クイーン失踪後にアレックスとの情事にふけることもあった。エレクトラはシリーズ終了間際に死んだように描写された。

### 『アルティメット・マーベル』
『アルティメット・マーベル』におけるエレクトラは、6歳の時に母親を亡くしながらも、愛する人を深く思いやる甘く無邪気な少女時代を過ごし、武術に長けたコロンビア大学の学生で、ブルース・リーの大ファンである。この特徴により、世界で最も致命的な暗殺者の一人となる。
『Ultimate Daredevil and Elektra』及び『Ultimate Elektra』に登場するエレクトラと、『アルティメット・スパイダーマン』に登場するエレクトラには差異があり、最初の2つの物語では彼女は普通の大学生であるが、数年後を舞台とした最後の物語ではフィスクの右腕を務める悪女となっている。“ラトベリア”のテロリストを殺すよう何者かに雇われた際にはピーター・パーカー/スパイダーマンに阻止されたが、ヨセフ/ハンマーヘッドや、フェリシア・ハーディ/ブラックキャット、マーク・スペクター/ムーンナイトを抹殺し、スパイダーマンにも雪辱を果たすなど、本作の世界では非常に危険で熟練した殺し屋として描かれた。

### 『PunisherMax』
『PunisherMAX』シリーズにおけるエレクトラは日本人として設定され、ハンドの手配でキャッスル/パニッシャーから守るために、フィスクにボディガードの役割を与えられ、その恋人となった。だが彼女は、フィスクの元妻ヴァネッサにも息子のリチャード殺害を防げなかったフィスクを暗殺するために密かに雇われ、彼女とレズビアンの関係にあることも明らかになった。エレクトラはヴァネッサを救うため、最終的にキャッスルと対決し、相手に重傷を負わせたが、数発撃たれて永久に再起不能になった その後、ハンドの刺客によって仕留められた。

### 『シークレット・ウォーズ』（2015年）
『シークレット・ウォーズ』（2015年）の“バトルワールド”には、2種類のエレクトラが存在する：
- “バレー・オブ・ドゥーム”には西部開拓時代版のエレクトラが存在し、ブルズアイ、マクスウェル・マークハム/グリズリー、オットー・オクタビアスと共にロクソン総督の手下として登場。レッドウルフを裁かないようにフランクリン・ネルソン判事を脅して町を去らせたが、スティーブ・ロジャース保安官やレッドウルフ、ナターシャ・バーンズとの戦いとなった結果敗れて終わった[104]。
- “クン・ルン”には、“レッドハンド”流派のリーダーエレクトラ/レッド・サイが存在し、皇帝チェン・ズーに仕える刺客であり、トゥアン卿殺害の罪で追放された皇帝の息子シャン・チーのかつての友人であり恋人としても登場する。クン・ルンの新たな支配者を決めるトーナメントで、レッド・サイはトゥアンの弟子であるランド＝カイと共に最終ラウンドでシャン・チーと戦うとその最中、レッド・サイはズーがライバルのトゥアンを暗殺するために彼女を送り込んだが、結局失敗したと打ち明けた。その後、レッド・サイとランド＝カイは、ズーを倒すためにシャン・チーを逃がし、彼が勝利した後、レッド・サイは新皇帝に身を捧げることを誓った[105]。

## 実写版

### 20世紀フォックス版
2003年の映画『デアデビル』とそのスピンオフ作品である2005年の『エレクトラ』ではジェニファー・ガーナーが演じ、日本語吹替は岡寛恵が担当した。このバージョンのエレクトラは、『マーベル・シネマティック・ユニバース』の『デッドプール&ウルヴァリン』にも登場するが、日本語吹替は生天目仁美に交代している。

#### キャラクター像
“アース701306“のエレクトラ・ナチオス。
ギリシャの海運王である外交官の父ニコラスと、母クリスティーナの間に生まれた令嬢。少女時代には父から護身のために、様々な武術やスキンダイビングなどの訓練を強いられる日々を過ごしていたが、“ザ・ハンド”の一員であるキリギに母を殺されていた。
成人した現代においては、ニューヨークで出会ったマット・マードック/デアデビルとのロマンスや誤解による対立、ニコラスの仇となったブルズアイによって自身も生命を奪われる一件を経て、“キマグレ”の長である盲目の老師スティックの蘇生術により甦ると、彼の道場で武術を一層磨き上げる修行に明け暮れるも、ある日突然破門を言い渡されてしまい、人生の教訓として雇われ暗殺者の道に進むことに決めた。
常にクールで表情を崩さず、他人と距離を置こうとする態度や、暗殺者となってからは「死ぬのもさほど悪かないわよ、私は経験があるから（Death’s not that bad. I died once）」と吹き込みながら本能のままに敵を殺すだけでなく、余裕で始末できる暗殺対象に逃げ場の無い恐怖を与えてから抹殺するほど、容赦が無くサディスティックな非情さと、暗殺業を「リストラ関係、人員整理」と嘯く姿勢を見せるようになり、自身の存在が都市伝説と恐れられるほどにまでなった。その傍らで、クリスティーナが一対の角を持つ鬼に殺された悪夢に苛まされる強迫性障害のような症状に苦しんだり、親近感を感じた者を守るためにその身を投じるなど、人間的な弱さと温かみも秘めている。

#### 技能
格闘技
空手を中心とした武術に長け、一度生命を落とす以前は自警団のマットと互角に渡り合えるほどの実力を見せた。スティックの元で修行を受けると、後述の武器術やアクロバット技能も相まって暗殺業にもその腕前を存分に活かせるようになったほか、ザ・ハンドの刺客らや“虚無”に剪定されたカサンドラ・ノヴァの子分のミュータントらを相手どっても互角以上に渡り合い、打倒するほどの実力を披露する。
武器術
愛用する釵の扱いに長け、スティックの元で修行を受けると、そのほかの武器も難無く使いこなすようになった。
アクロバット技能・バランス感覚
一度生命を落とす以前から有していた素早さや身軽さ、機敏さを活かして、相手の攻撃を回避したり、跳び移ったシーソーや屋根裏の母屋で体勢を崩すことなく留まることができる。
キマグレ道
スティックの元で受けた修行によって体得した、時間操作や未来予知、死者の蘇生を可能とする超常的な技法。

#### アイテム・武装・ビークル
ネックレス
“Elektra”の文字が施された銀のカルトゥーシュ風ペンダントに銀のチェーンを通した愛用の首飾り。エレクトラは暗殺者に転身以降もこれを首に下げていたが、虚無では未所持だった。
コスチューム
戦闘の際に着用する衣装。
1着目
マット/デアデビルへの襲撃とブルズアイとの戦いで着用した黒革製のコスチューム。胸元と鳩尾周りが露出するほど丈が短いハーフトップ、ズボン、アームガード、ベルト、両上腕のアームレット、チョーカー。ミリタリーブーツで構成され、コスチューム本体には“強”、“勝”、“義”を意味する日本語が記されている。
2着目
暗殺者に転身してから着用した鮮やかな赤いコスチューム。丈が短いベスト、タイトなコットンズボン、左上腕の銀のアームレット、アームガードとして巻いた赤い包帯、右腰に下がる帯、コンバットブーツで構成され、コスチューム本体に記された日本語は“刺”、“手”、“死”、“運”、“令”を意味する。また、場合によってコートを直に羽織る。
3着目
虚無において着用したマルーンを基調としたコスチューム。前の2着よりも肌の露出は低い。
釵
2本1組で愛用する琉球古武術の武器。暗殺者に転身して以降のものには、鍔の中央に“死”の文字が刻まれている。
このほかにもエレクトラは、父のボディーガードが落としたグロック19を拾ってデアデビルを撃ったほか、暗殺対象となったミラー親子に対してはカッターナイフを投擲に使い、一度コンパウンドボウで狙撃しようとしたこともあった。

#### 各作品における活躍
『デアデビル』
本作で初登場。行きつけのダイナーでフォギー・ネルソンと食事していたマットに一目惚れからナンパされると名前を教えず、彼に尾行されると「ストーカーみたいなことするな」と注意するほど当初は迷惑に感じていたが、公園の子どもたちの目の前で繰り広げた格闘で取り押さえた後に、互いに名乗り合い、自分の生い立ちも語って夜景を見せられたり、ベッドで一夜を共にするほどマットを愛するようになった。
やがてニコラスが主催する豪華な舞踏会にマットを招待してダンスを楽しむが、父が長年の取引関係を切ろうとしていたウィルソン・フィスク/キングピンに脅されて退席する姿を目にして彼を追い、父と共に自動車で会場を後にした。しかし、帰路でブルズアイの襲撃を受け、駆け付けたデアデビルとブルズアイの乱闘の最中、ブルズアイがデアデビルのビリー・クラブを使ってニコラスを刺し殺すと、デアデビルが父親を殺したと勘違いして彼を銃撃し、追い払ってしまった。
ニコラスの葬儀でマットからの慰めの言葉にも耳を貸さず、デアデビルへの復讐心を燃やしてトレーニングを終えると、遂に対峙。無抵抗のデアデビルを追い詰め、素顔を暴こうと彼のヘルメットを剥いだが、その正体が愛するマットであると知って驚き、父親を殺したのがブルズアイだと聞かされ、その場に現れたブルズアイに挑み掛かるも、相手の実力に及ばずに逆利用された釵で片掌を貫かれ、相手のカード投擲で喉も斬られた挙げ句に鳩尾を突き刺されるなど返り討ちに遭い、致命傷を負ってしまった。ブルズアイが退くと、マットの元に這って彼に抱かれて別れを告げ、息を引き取った。
そこに警察が駆け付けたことでマットが逃げ去ったため、彼女の遺体はその場に置かれたままとなったものの、物語のラストで夜景を見せられたビルの屋上に立ち寄ったマットが、エレクトラのネックレスを見つけて彼女の生存と気配を感じている。
『エレクトラ』
本作では主役として登場。一度生命を落とした直後にスティックの手で遺体を回収されて奇跡的に復活し、修行を積んで悟りを求めたが、怒りと憎しみの心を抱えていたという理由で破門を言い渡されて雇われ暗殺者となったことが明かされ、シングルファーザーのマークとその娘アビーのミラー父娘を救うためにザ・ハンドに戦いを挑む。
犯罪組織のボスであるデマルコを抹殺した後日、エージェントのマッケイブから次の依頼が舞い込むと、心身ともに疲れ切っていたことを理由に休暇を申し入れようとしたが、200万ドルの報酬金を聞かされると、ターゲットの名前と暗殺の理由を知らされないまま、目的地の人里離れた湖畔の別荘に宿泊し、続報を待った。そこで別荘に侵入したアビーや、彼女の父親のマークと知り合い、当初は彼らに冷淡な態度をとっていたものの、やがてクリスマスのディナーに招かれ、ミラー父娘と徐々に交流を深めて束の間の安息を得た。しかし翌日、ミラー父娘こそ今回のターゲットであるとマッケイブから知らされ、一度は狙撃しようとするものの、父娘の境遇に自身を重ねたため、暗殺を断念してしまい、逆に送られて来た別の殺し屋集団を撃退してミラー父娘と逃避行を始めることにした。
向かったビリヤード場でスティックと再会し、口論になりながらもミラー父娘の保護を依頼すると、スティックやマークからザ・ハンドに狙われていることなどを聞かされて父娘に遠くへ逃げるよう促し、自分は手を引こうと考えかけた。だが、ザ・ハンドの存在を察知すると父娘を見捨てられずに車に同乗させて逃走。農場の家屋に到着し、待っていたマッケイブの協力と自己犠牲により、マークとアビーを連れて農場の家屋の地下トンネルを抜けて森の中へ逃げ込むも、追って来たザ・ハンドの刺客と交戦することになり、切り倒した倒木でストーンを下敷きにしたものの、タイフォイドに生命力を吸い取られて一時窮地に陥った。だが、そこへスティックがキマグレの忍者集団を率いて駆け付けたことで刺客らが撤退し、急死に一生を得た。
キマグレの里に介抱されて意識を回復すると、アビーに稽古を付けていたスティックから、彼女はザ・ハンドが狙う不思議な力を身に付けた“宝”と呼ばれる存在であること、父娘の暗殺を依頼したのがスティックで、その目的は暗殺を断念させて父娘を守ることでエレクトラに悟りを開かせるためだったと知らされた。そしてキリギとテレパシーを交わし、自分の生家の屋敷で一騎打ちを申し込み、襲撃してきた忍者軍団やデマルコを手始めに蹴散らすと、キリギと対決。戦いの中、危うく倒されそうになったところをアビーに救われると2人で屋敷から脱し、アビーを取り巻いた蛇の大群を念じているタトゥーの首を折って敗ったが、アビーはタイフォイドによって瀕死状態に窮してしまう。そしてキリギが母親の生命を奪ったことを悟ると、釵で彼の心臓を徹底的に刺し、井戸に投げ落とした。その直後、残ったタイフォイドにも釵を投げ込んで撃破し、スティックが自分を復活させたのと同じキマグレの技法でアビーを復活させた。
戦いが終わって暫くした後、ミラー父娘に別れを告げ、スティックの元も去り、2度目の人生に感謝しながら自分の更なる道を歩み始める。
『デッドプール&ウルヴァリン』

### MCU版
『マーベル・シネマティック・ユニバース』の『ザ・ディフェンダーズ・サーガ』ではエロディ・ユンが演じ、日本語吹替は桜木可奈子が担当した。

#### キャラクター像
“アース616“のエレクトラ・ナチオス。
古代から存在し不老不死を究極の目的とする集団“ヤミノテ”からスティックに保護され、“チェイスト”の中で守られながら人生の大半を過ごした暗殺者。幼少期からスティックの元で完璧な暗殺者に成熟するためのさまざまな訓練を受け、12歳の頃に自分を危険視して襲いかかってきた男を相手に初めての殺しを経験した後、裕福なナチオス家へ養子に出されて「いつか迎えが来て全てが変わる」と助言を受けた。
富豪令嬢として成人し、マット・マードックをチェイストに引き入れる任を担うと、パーティに忍び込んでいた彼と出会い、意気投合しすぐに恋に落ちて、“フォグエル・ジム”に招かれたり、彼の父が殺されたと打ち明けられるほどマットと距離を縮めたが、義父の友人の邸宅でデートしていた際に、マットの父を殺害するよう指示したロスコー・スウィーニーを捕縛して差し出し、マットに殺すよう勧めた末に断られて警察に通報され、行方を晦ましていた。
幼少期から敵対者に全く同情も容赦もせず、人を殺めることが好きだったと認め、正当防衛であればどんな罰も免れると考えるほど法を犯すことへの懸念や認識もほとんど無い位に倫理観を持ち合わせていないことに加え、富豪令嬢として育ったことも手伝ってか、自分の目標を第一に考える傾向と物事にすぐに飽きて退屈してしまう癖も持つため、スリルや楽しいと感じられることを好むなど、わがままで勝手が過ぎる予測不可能な自信家だが、孤独感を抱えている素振りも見せ、殺人を拒否する信念を持つマットと相容れないように接しつつも、自分の心の奥底を理解できる唯一の人物として想う一面もある。
マットの元を去ってから10年後の現在、ニューヨークのヘルズ・キッチンで自警活動を開始した彼の元に赴いて数年ぶりに再会。裏の仕事の協力を持ちかけるなどして彼と共闘・対立を繰り返し、その末に自身がヤミノテを率いるとされる生ける兵器“ブラックスカイ”である可能性を知らされると、死を経験した末に、ヤミノテのアレクサンドラ・レイドの手によって復活し、ブラックスカイとしての役目を背負うこととなる。

#### 技能・身体能力
近接格闘術
柔術、ムエタイ、カポエイラ、柔道などの多数の徒手武術や、後述の釵をはじめ、さまざまな近接武器による武器術にも熟練し、敵の生命を奪うことに躊躇しない性分も手伝って、並のヤクザの群れや忍者集団と互角以上に渡り合って一掃し、体格で上回る男性すらも抹殺できるほど、強力で洗練された戦闘技量を誇る。
アクロバット技能
華麗なアクロバット、体操、空中技に非常に長けており、敵からの攻撃を鮮やかに回避するほか、自身の攻撃技にも応用できるほど、非常に優れた身のこなしを披露する。
マルチリンガル
母国語であるギリシア語のほか、英語、日本語、フランス語に堪能で、スペイン語もある程度理解できる。
身体能力（復活後）
アレクサンドラによってドラゴンの力を含む“蘇りの秘薬”に浸かされて復活した後は、体格はそのままに、身体能力全般が超人的レベルに強化され、元来の技量と徹底的な再訓練によって単純な接近戦のみなら複数のヒーローたちを同時に相手取っても圧倒できるほどの実戦能力を発揮できるようになった。
腕力
ガラスの壁を突き破るほどの速度で相手を吹き飛ばすパンチを放てる。
耐久性
常人なら気絶する直接攻撃や高所からの着地、ダニー・ランド/アイアン・フィストの拳の一撃で殴り飛ばされても耐えられる。
スピードと反射神経、敏捷性
優れた身のこなしにより磨きがかかり、相手の連続攻撃を躱して繰り出す反撃も一層の冴えを見せる。
持久力
疲労せずに、長時間の激戦を展開できる。

#### 武装
コスチューム
潜入や戦闘などを伴う活動時に着用する専用の衣装。黒と赤のツートーンカラーが特徴で、3着が登場した。
1着目
自前のコスチューム。赤いノースリーブのタートルネックの上に黒のノースリーブTシャツを重ね着したトップス、ナイロンのミリタリー・ベルトを締めた黒のジーンズ、一足のコンバットブーツ、赤のアクセントが入った黒いレザーグローブで構成される。エレクトラは、活動時に覆面のように立てた襟で顔の下半分を覆い隠すことが多かった。また、描写された限りでは防弾・防刃・電流耐性などの着用者の身を守る備えに乏しく、エレクトラ自身が致命傷を負ったこともあった。
2着目
マットからコスチューム製作の依頼を受けたメルヴィン・ポッターによって作られたコスチューム。侍や忍者といった武士を連想させるデザインで、ノースリーブとアームガード、パネル状の帯と前垂れ、両太ももの上に小さなストラップが巻かれたズボン、ブーツで構成され、黒をベースとし、両脇と両太ももとグローブの一部に赤が施されている。
ノブ・ヨシオカ率いるヤミノテとの決戦の直前入手して着用されたが、このコスチュームが直接の戦闘で用いられたのは、その決戦のみだった。
3着目
復活後にアレクサンドラが拵えたコスチューム。全体的な構成と外観は2着目と同等だが、こちらは赤をベースとし、両脇と両太ももとグローブの一部が黒になるという2着目とは色が反転している。また、表地が黒、裏地が赤のロングコートを羽織ることも多く、ミッドランド・サークルで繰り広げたヒーローたちとの初戦から決戦まで着用し続ける。
釵
2本1組の琉球古武術の武器。もともとはチェイストの殺し屋であるジャック・デュシャンがエレクトラを暗殺しようとした際に用いたものを奪い取り、逆利用してデュシャンを殺して以降、彼女は敵の武装解除や、刺殺、斬殺など、愛用の武器として自身の戦闘スタイルに取り入れた。ヤミノテとの決戦では、取り落として拾われた一振りをノブに逆利用され、エレクトラ自身が致命傷を負うことになった。
ブラックスカイとして復活した直後は、この武器ではなく後述の脇差を使用したが、かつての記憶を取り戻すと、“ミッドランド・サークル”内の武器庫で見つけたこの武器を2本入手し、アレクサンドラの殺害からヒーローたちとの決戦にまで愛用する。
脇差
ブラックスカイとして復活した直後に、ミッドランド・サークル内の武器庫で最初に専用の武器として選んだ二振りの打刀。両手に一振りずつ保持して振るうほか、重ねて1本の刀としても使用可能。ヒーローたちとの初戦で投入され、その際にダニーのアイアン・フィストの拳打で一振り折られたが、その後、残った一振りをスティックの刺殺までに愛用した。
そのほかにもエレクトラは、短刀、CZ スコーピオン EVO 3 S1、異形鉄筋、鎖、コルクスクリュー、ロープ、ノブから渡された忍刀、警棒など、敵から奪った武器や、即席で掴んだ道具なども戦闘や暗殺・訓練で駆使した。また、マットと出会って間もなかった頃にはフェラーリ・F430 スパイダーを愛車としていた。

#### 各作品における描写
『デアデビル』シーズン2第4〜13話
演 - エロディ・ユン（本編）、リリー・チー（少女期）
本作で初登場。共闘・対立を繰り返すマットを次々と振り回すことに加え、彼とフォギー・ネルソンやカレン・ペイジとの関係をも崩すサークルクラッシャー的な役割で描写される。
義父が犯罪も手がけている“ロクソン・コーポレーション”に投資して財産を悪用されていたところ、ニュースになったウィルソン・フィスク/キングピン逮捕に貢献したデアデビルがマットだと察し、弁護士である彼のアパートに不法侵入すると、帰宅したマットに接触。ヤクザから会社の金を取り返すための協力を拒否されると、“ネルソン&マードック法律事務所”の口座へ高額の報酬金を勝手に振り込み、後日ロクソン社に出向き、業務の説明を受けるよう装いながらハッキングを成功させ、夜中にペントハウスを訪ねてきたマットと共にロクソン社日本支部が仕向けたヤクザの襲撃を返り討ちにして、マットに改めて協力を頼み、目的を果たしたら2度とヘルズ・キッチンに現れないことを彼から提示され、引き受けさせた。
ロクソンの裏事業を暴くため、マットとパーティに潜入し、会社から犯罪の証拠となる管理台帳と謎の暗号が記された武器の請求明細を盗み出し、後日襲った大学教授に解かせた暗号が示す場所に赴くと、土を満載したコンテナを見つけて再び現れたヤクザと交戦するなど、マットと順調に活動していった。しかし、彼が請け負うフランク・キャッスル/パニッシャーの裁判に協力しようと、反対尋問に応じる検事局長に改ざんを認めるよう強要させて裁判を台無しにする結果を生んでマットから糾弾されてしまう。それでも彼と2人でコンテナにあった土からロクソンの建築事業現場で巨大な穴を発見し、突如出現した忍者集団との乱戦で深手を負って、絶体絶命の中、駆け付けたスティックに救われて、彼の手当てをマットの部屋のベッドで受け、難を逃れた。この出来事から、来訪したカレンとマットの関係に亀裂を結果的に生じさせた一方で、自分への想いに気がついたマットから、ヤミノテとの戦争に加勢させようとするスティックから離れて一緒にいてくれと頼まれ、それに応じることを決めて戦争への参加を拒否しスティックを追い出した。だがその直後、マットを襲った未成年の忍者の喉をかき切って殺したことから、殺しを楽しんでいる君とは一緒にいられないと、彼から別れを告げられてしまった。
飛行場で1人酒を飲んでいたところに、スティックが差し向けたデュシャンから声をかけられつつ襲われると、返り討ちにしてスティックが自分を見限ったと知り、彼の元に駆け付けて挑みかかり、殺す寸前まで追い詰めたが、マットに阻止され、スティックをヤミノテの手先に連れ去られてしまった。その行方を追い、ヤミノテのアジトでマットが救おうとしたスティックを発見し、彼を殺さないようマットから制止されたその直後、ノブら忍者軍団に囲まれ、自分がヤミノテが探していた“ブラックスカイ”だと跪かれると、本当の自分をずっと抑えていたことからヤミノテに求められているとその心が揺れ動きはじめた。だが、マットからスティックかヤミノテのどちらが正しいか証明しろと説得されると、スティックを救出した。
そしてマットと共にヤミノテを壊滅させるためノブを捕らえようと計画し、ポッターが作ったコスチュームを着用して、忍者らに拉致されたカレンたちを救ったマットとこの戦いが終わったら2人で駆け落ちしようと約束しあった。そこからノブらヤミノテとの決戦に挑むが、最終的にノブからマットを庇って致命傷を負ってしまい、愛するマットに抱かれながら「私はヤミノテの手中に入らない、良いことをするということが分かった」と声をかけて絶命する。
後日、ノブに止めを刺したスティックとマットによって彼女の遺体は埋葬されたが、その墓はヤミノテに掘り返され、彼女の遺体は大きな石棺に収められた。
『ザ・ディフェンダーズ』
本作ではブラックスカイとして復活し、マットだけでなく、ジェシカ・ジョーンズ、ルーク・ケイジ、ダニー・ランド/アイアン・フィストなどニューヨークのヒーローたちを相手にメインヴィランとして戦いを挑む。その中で、復活して暫くはアレクサンドラの従者として動き、記憶を取り戻してからはヤミノテの長の座を乗っ取るなど、浸された秘薬の副作用か奇異な行動も見せていく。
遺体の状態でヤミノテに確保されて石棺に収められた後、アレクサンドラによって復活の秘薬に浸されたことで復活。自分の名前も思い出せないほど自我が不安定なところに、アレクサンドラから徹底的な再教育・再訓練を受けてブラックスカイとして仕立て上げられると、アレクサンドラからの最初の命令によりカンボジアに赴いて、スティックを除くチェイストの残存メンバー全員を殺害。そこに駆け付けたダニーとコリーン・ウィングも一蹴して姿を消した。
続いてニューヨークに戻ると、建築士のジョン・レイモンド抹殺の命を受けてジェシカが営む“エイリアス探偵事務所”を襲撃するが、ジョンは自決し、追跡してきたジェシカを撒いた。その後、ミッドランド・サークルに乗り込んできたダニー、ルーク、ジェシカ、マットがヤミノテの構成員らと乱闘を繰り広げていたところにアレクサンドラの指示で参戦。マットに攻撃してその素性に気づいた彼を追い詰めたものの、ダニーに阻止されてヒーロー4人を取り逃した。この一件から過去を思い出したいと思い始め、4人が身を隠していた中華料理店にアレクサンドラらと共に現わると、ジェシカやルークを圧倒するが、自分の復活を知ったマットと再戦しつつ彼から呼びかけられ、一瞬正気を取り戻したような素振りを見せて攻撃を躊躇し、アレクサンドラらに合わせて撤退した。
戻りつつある自我と記憶から無人のマットのアパートを訪ね、彼への思いを蘇らせてその場を後にすると、身柄を抑えられていたダニーを殺そうとしたスティックと交戦して手にかけ、止めようとしたルーク、ジェシカ、マットもあしらってダニーを連れ去った。そして完全に自我と記憶を取り戻したところで、ヤミノテ幹部であるマダム・ガオ、バクト、ムラカミと口論していたアレクサンドラを殺害し、3人にヤミノテの次のリーダーは自分であると宣言。ダニーをミッドランド・サークルの地下へと連れていき、そこにある封印された扉を開けられるのはアイアン・フィストだけだと告げ、戦闘を仕掛けて彼のアイアン・フィストで扉を破壊するよう誘導。その結果、ダニーの拳が当たった扉が崩れ、その先で発見した伝説の龍“シャオ・ラオ”の死骸の採掘をヤミノテの構成員らに進めさせた。
そこへ駆け付けたマット、ジェシカ、ルークにダニーを加えたヒーロー4人に挑まれ、ヤミノテ総出で最終決戦を開始し、自身はヒーローたちと互角以上に立ち回るが、マットたちの目論見で設置された爆弾が起動すると、ジェシカたちをエレベーターで地上へ上げつつ、自分を取り戻そうとしてその場に残ったマットと1対1で対峙。戦いを望む自身は、何度も語りかけてくるマットへの直接攻撃やジェシカたちが乗るエレベーターの妨害で対抗し続けるが、ミッドランド・サークルが本格的に崩壊し始めたところで彼に応えてその手を止め、ここが終着点で2人一緒だと添い遂げ合って互いにキスを交わすも、ミッドランド・サークルの崩壊に巻き込まれ、マットと共に生き埋めとなる。

#### 余談
2025年現在、エレクトラの具体的な消息は明らかになっておらず、その後の作品にも登場していないが、エレクトラを演じたユンは、2020年のインタビューで「（エレクトラは）とても複雑で大好きなキャラクターなのでまたやりたいです」と答えている。

## その他のメディア

### ビデオゲーム
- 『マーヴル・スーパーヒーローズ VS. ストリートファイター』：アポカリプスの牢獄にカメオ出演。
- 『デアデビル』：2003年の同タイトルの映画のタイアップゲーム。ボスキャラクターとして登場し、デアデビルが最終的に彼女を解放するまでキングピンに洗脳された手下の役割で活躍する。
- 『エレクトラ』：2005年の同タイトルの映画のモバイル用タイアップゲーム。
- プレイヤーキャラクターとして登場
  - 『Marvel Nemesis: Rise of the Imperfects』：ヤニ・ヤコバッチが声をあてた[111]。
  - 『MARVEL ULTIMATE ALLIANCE』：ガブリエル・カーテリスが声をあてた[111]。
  - 『Marvel Super Hero Squad Online』
  - 『リトルビッグプラネット』：DLCの『Marvel Costume Kit 2』を通して登場[112]。
  - 『LEGO マーベル スーパー・ヒーローズ ザ・ゲーム』[113]：ローラ・ベイリーが声をあてた。
  - 『Marvel Heroes』[114]：カット・クレシダが声をあてた[111]。
  - 『Marvel Contest of Champions』[115]
  - 『Marvel: Future Fight』
  - 『LEGO マーベル スーパー・ヒーローズ 2 ザ・ゲーム』：『Marvel Noir』版のエレクトラがイライザとして登場する。
  - 『Marvel Strike Force』
  - 『MARVEL ULTIMATE ALLIANCE 3: The Black Order』：カット・クレシダが声をあてた [111]。
  - 『マーベル・パズルクエスト』[116]
- 『Marvel Avengers Alliance』：最初はボスキャラクター、後にアンロックキャラクターとして登場する[117]。
- 『MARVEL SNAP』[118]

### その他
- パチスロ（5号機）で、タイヨーエレックから2007年に販売された『マーベルヒーローズ』の発展演出1に登場する。